# Асоміддіна Муродова
Асомідді́на Муро́дова (тадж. Асомиддин Муродов) — село у складі Хатлонської області Таджикистану. Входить до складу джамоату Джури Назарова Шахрітуського району.
В радянські часи село називалось Таджикабад.
Населення — 3618 осіб (2017).